# Вильянуэва, Сесар
Сесар Вильянуэва Аревало (исп. César Villanueva Arévalo; род. 5 августа 1946 года, Тарапото, Перу) — перуанский политик и государственный деятель, премьер-министр Перу с 31 октября 2013 года по 25 февраля 2014 года и со 2 апреля 2018 года по 11 марта 2019 года.

## Биография
Сесар Вильянуэва родился в августе 1946 года в провинции Сан-Мартин в её самом крупном городе Тарапото. Там же окончил школу. Учился в столице страны Лиме в Национальном университете им. Федерико Виллареала.
С 1 января 2007 года до конца октября 2013 года он возглавлял регион Сан-Мартин. Президент Перу Ольянта Умала 29 октября 2013 года предложил Сесару Вильянуэве сменить действующего главу кабинета Хуана Хименес Майора, который заявил о отставке. Через день Вильянуэва возглавил правительство страны.
В конце февраля 2014 года в кабинете министров Перу произошёл скандал. Вильянуэва по этой причине 25 февраля оставил пост главы правительства страны. Сменил его на этом посту бывший министр по делам жилищного строительства Рене Корнехо.
В начале 2018 года в Перу разгорелся крупнейший политический скандал вызванный тем, что президент помиловал бывшего президента Альберто Фухимори. Это стало причиной отставке в марте действующего президента Педро Пабло Кучински. Его сменил Мартин Вискарра, который в начале апреля вернул на пост премьер-министра страны Вильянуэву. Это было вызвано тем, что тогдашняя глава правительства Мерседес Араос заняла пост вице-президента страны.
Но Сесар чуть менее года занимал этот пост и был отправлен в отставку в марте 2019 года .